# Елетарія
Елетарія (Elettaria) — рід однодольних рослин з родини імбирні. Складається з 2 видів. 2018 року з цього роду виокремлено самостійний рід Sulettaria.

## Опис
Багаторічні трав'янисті рослини заввишки 4-6 м. Мають товстий м'ясистий корінь. Від нього відходять два види стебел. Перший, що тягнеться вгору, помилковий. По всій довжині він вкритий листям. Листові пластини лінійно-ланцетної форми завширшки 8 см і завдовжки 60 см, мають насичено-зелений кольор.
Друге стебло — повзуче, безлисте. На ньому, після досягнення рослиною 2-річного віку, з'являються квіти. Квіточки дуже маленькі. Пелюстки, за винятком одного, блідо-зелені. Той має сніжно-білий колір, а посередині прикрашений фіолетовим малюнком.
Оцвітина проста, чашечка трубчаста трилопатевими, віночок світло-зелений, одна тичинка фертильна, дві інші пелюсткоподібні, прирощення до губі. Плід являє жовто-зелений «кошик» з 3 чатсин до 2 см завдовжки. Насіння ароматне, містять ефірні олії. Цвітіння тривале. Після опадання пелюсток з'являються плоди-кошики з насінням з принасінником. Дозрівають вони дуже довго. Кількість хромосом 2n = 48 або 50.
Розмножуються діленням кореня і насінням. У цих рослин коренева система доволі сильна, що швидко розвивається.

## Розповсюдження
Поширено в Індії (переважно на заході) та о. Шрі-Ланка. Штат Керала є великим постачальником цих рослин. Культивується також у штаті Сіккім, Непалі й Центральній Америці.

## Застосування
Зелені насіннєві коробочки сушать разом з насінням. Застосовують в індійській, англоколоніальній і ланкійській кухнях в цілому або в молотому вигляді. Тут є найвживаніших різновидом кардамону, оскільки є основою індійського каррі та чаю масала. На Близькому Сході і в Ірані застосовують для ароматизації кави і чаю, в Туреччині — для чорного чаю.
У медичних цілях насамперед застосовується для поліпшення травлення. Для цього використовують плоди, багаті на лимонен, терпінеол, борнеол і цинеол.

## Види
- Elettaria cardamomum — Індія
- Elettaria ensal — Шрі-Ланка